# Creeper (worm)
Creeper è un malware scritto nel 1971 da Bob Thomas. È considerato come il primo esempio di worm per computer.

## Storia
L'idea di un programma auto-replicante fu teorizzata per la prima volta da John von Neumann nel 1949 quando il matematico ipotizzò degli automi capaci di creare delle copie del loro codice. Ma fu solo nel 1971 che comparve Creeper, che è considerato essere il primo vero worm, un codice cioè capace di auto-replicarsi e di diffondersi ad altri computer.
Creeper fu scritto da Bob Thomas, un ingegnere che lavorava presso BBN, Bolt Beranek and Newman (in seguito divenuta BBN Technologies), a Cambridge (Massachusetts), una società che ebbe all'epoca un ruolo importante nello sviluppo delle reti per lo scambio di pacchetti dati, usate poi da Arpanet e dallo stesso internet, e che stava lavorando allo sviluppo di TENEX, un sistema operativo time-sharing che girava su PDP-10. 

## Descrizione
La prima versione di Creeper visualizzava sullo schermo del terminale su cui stava girando il seguente messaggio:
Subito dopo iniziava a stampare un file e dopo un po' saltava ad un altro computer, dove ripeteva le precedenti operazioni. La seconda versione inviava invece una copia del proprio codice agli altri computer presenti sulla rete.
Creeper in realtà non era stato scritto per essere un codice malevolo bensì per dimostrare la possibilità di passare un programma da un computer ad un altro. Inoltre Creeper non era propriamente un worm perché esso non si replicava sulle altre macchine collegate in rete ma saltava materialmente da un computer all'altro. Difatti ne fu scritta una seconda versione da Ray Tomlinson, un collega di Thomas, che spediva agli altri computer una copia del proprio codice. È questa la versione che può considerarsi il primo worm.

## Reaper
La creazione di Creeper portò subito al problema chiave di questo genere di programmi: come controllare un worm. Fu così che, contemporaneamente alla creazione della seconda versione di Creeper, fu scritto anche Reaper, un programma anch'esso capace di replicarsi e di muoversi nella rete scritto con l'unico scopo di scovare Creeper e di rimuoverlo dal sistema infettato. Se Creeper può essere considerato il primo worm, Reaper può essere considerato il primo antivirus della storia.

## Primo worm
Creeper è considerato il primo worm ma non il primo virus. Un virus infatti è un genere di malware che, per diffondersi, necessita di attaccarsi ad un altro file mentre un worm spedisce una propria copia verso altri computer usando un collegamento di rete, una e-mail o internet. Il titolo di primo virus è attribuito a Elk Cloner, scritto nel 1982 per l'Apple II.